# Caralluma europaea
Caralluma europaea je edina evropska vrsta karalume. Raste po večini južnih mediteranskih držav in po mediteranskih otokih. Je rastlina iz družine svilničevk, ki so znane po tem, da imajo neprijetno dišeče cvetove, ki privabljajo muhe kot oplojevlace. 
Ime izvira iz latinske besede europaéus, kar pomeni evropski.

## Opis
Steblo in veje so padajoče, polegajo po tleh. Stebla so 1 do 1,5 cm debela, štiriroba, sivozelena z rdečkastimi pegami, robovi valoviti, z zobci. Stebla se ukoreninjajo na spodnjih straneh. Cvet 13 - 16 mm v premeru, rdeče rjav z rumenimi progami. Cveti skozi celo leto.

## Vrste in varietete
Caralluma europaea Gard. Chron. ser. 3, 12: 369. 1892 
Caralluma europaea var. affinis (De Wild.) A.Berger v Stapel. & Klein. 97. 1910
Steblo bolj čvrsto in debelejše, debelo do 2,5 cm. Cvet večji, do 18 mm v premeru, redko vlaknast, črte širše. Raste v Maroku. Sinonima sta tudi C. europaea var. maroccana in Caralluma europeana ssp. gussoneana var affinis forma parviflora Maire: manjši cvetovi, rastišče Tafarout, Maroko (1).
Caralluma europaea (Guss.) D.C.H. Plowes Haseltonia, see Murb. in Acta Univ. Lund., 3: 59 (1995), isonym; Afd. 2, 34 (7): 2: 1898.
Caralluma europaea subsp. gusssoneana (Mikan) D.C.H. Plowes Haseltonia, 3: 59, nepravilen bazionim ref.: 1995
Caralluma europaea var. affinis De Wild.
Caralluma europaea var. albotigrina Maire
Cvet z belimi pikami, raste v dolini Qued Mellah v Maroku.
Caralluma europaea var. barrueliana Maire
Raste v Ait Mzal v Maroku.
Caralluma europaea var. confusa Font Quer v Mem. Mus. Ci. Nat. Barcelona, Ser. Bot. 1(2): 12. 1924
Caralluma europaea var. decipiens Maire
Rastišče: Maroko, Ksiba (1).
Caralluma europaea var. gattefossei Maire
Caralluma europaea var. judaica Zohary Palestine J. Bot., Jerusalem Ser. 2: 173. 1941 
Caralluma europaea var. marmaricensis A. Berger
Raste v Libiji, na obali pri Tobruku, Marmarica. Podobna kot vrsta, stebla so malo tanjša, cvetovi bledo rumeni, zelenkati na vrhovih lob z rdečerjavim robom in belimi lasmi.
Caralluma europaea var. maroccana (Hook. f.) Bgr.
Raste v Maroku blizu Mogadirja, Tarda. Je malo večja kot vrsta, cvet se malo razlikuje.
Caralluma europaea subsp. maroccana (Hook. f.) Maire
Caralluma europaea var. micrantha Maire
Rastišče: Maroko, Safi. Cvet manjši, premer 8 mm, robovi z lasmi.
Caralluma europaea var. schmuckiana Gattef. & Maire
Caralluma europaea var. simonis A. Berger
Raste v Alžiriji, Tuniziji in Maroku pri Djebelu, El Maiz. Podobna vrsti, cvet 13 mm, zelenkasto bel v sredini, z rjavkastimi krožnimi progami in rjavo belimi lasmi. Lobe so ukrivljene, širše kot daljše, zgornji del z belimi lasmi.
Caralluma europaea var. tristis (Maire) D.C.H. Plowes; Nov. Act. Nat. Cur. 17. 594. t. 41: 1995

## Sinonimi
Apteranthes europaea (Guss.) D.C.H. Plowes Haseltonia, see Murb. in Acta Univ. Lund., 3: 59 (1995), isonym; Afd. 2, 34 (7): 2: 1898

Apteranthes europaea subsp. gusssoneana (Mikan) D.C.H. Plowes Haseltonia, 3: 59, nepravilen bazionim ref.: 1995

Apteranthes europaea subsp. maroccana (Hook. f.) D.C.H. Plowes Haseltonia, 3: 60: 1995

Apteranthes europaea var. affinis (De Wild.) D.C.H. Plowes Haseltonia, 13: 59: 1995

Apteranthes europaea var. albotigrina (Maire) D.C.H. Plowes Haseltonia, 3: 61: 1995

Apteranthes europaea var. barrueliana (Maire) D.C.H. Plowes Haseltonia, 3: 60: 1995

Apteranthes europaea var. confusa (Font Quer) D.C.H. Plowes; Haseltonia, 3: 61: 1995

Apteranthes europaea var. decipiens (Maire) D.C.H. Plowes; Haseltonia, 3: 61: 1995

Apteranthes europaea var. gattefossei (Maire) D.C.H. Plowes;Haseltonia, 3: 61: 1995

Apteranthes europaea var. judaica (Zohary) D.C.H. Plowes;Haseltonia, 3: 61: 1995

Apteranthes europaea var. marmaricensis (A. Berger) D.C.H. Plowes;Haseltonia, 3: 61: 1995

Apteranthes europaea var. micrantha (Maire) D.C.H. Plowes; Haseltonia, 3: 59: 1995

Apteranthes europaea var. schmuckiana (Gattef. & Maire) D.C.H. Plowes; Haseltonia, 3: 61: 1995

Apteranthes europaea var. simonis (A. Berger) D.C.H. Plowes; Haseltonia, 3: 59: 1995

Apteranthes europaea var. tristis (Maire) D.C.H. Plowes; Nov. Act. Nat. Cur. 17. 594. t. 41: 1995

Apteranthes gussoneana Mik.; Nov. Act. Nat. Cur. 17. 594. t. 41 1835

Stapelia europaea Guss. Fl. Sic. Prod. Suppl. 1. 65; et in Atti Acc. Sc. Nap. 4. (1839) (Bot.)87: 1832

Boucerosia europaea Caruel Parl. Fl. Ital. vi. 725 (1886). 

Boucerosia gussoniana Hook.f. Bot. Mag. 100: t. 6137, in textu. 1874 

Boucerosia maroccana Hook.f. 

Caralluma europaea ssp.	gussoneana var. albotigrina Maire.

Caralluma europaea ssp.	gussoneana var. barrueliana Maire.

Caralluma europaea ssp.	gussoneana var decipiens Maire.

Caralluma europaea ssp.	gussoneana var marmaricensis Bgr.

Caralluma europaea ssp.	gussoneana var mierantha Maire.

Caralluma europaea ssp.	gussoneana var simonis Bgr.